# Wiener Tagblatt

Le Wiener Tagblatt est un quotidien autrichien libéral fondé par Carl Menger en 1865.

## Histoire
Le quotidien Wiener Tagblatt fut fondé le 24 novembre 1865 par le brillant journaliste économique Carl Menger, pilier de l'"École de Vienne", rejoint ensuite, le 13 juillet 1867, par Moriz Szeps, rédacteur en chef depuis 1855 du Wiener Morgenpost, qui sera ensuite le "directeur spirituel" du journal. En mars 1866, l'État autrichien est brièvement entré à son capital. Lorsqu'il reparait peu après avec comme actionnaire privé Moriz Szeps, le journal s'appelle le "Nouveau Wiener Tagblatt".
Moriz Szeps est ensuite resté, jusqu'au 15 mai 1872, le seul propriétaire et éditeur, puis il est resté jusqu'au 15 octobre 1886 comme l'un éditeurs et actionnaire du journal. Le journal était en 1874 le plus fort tirage de Vienne et a eu une importance nationale. Sa vision tranchante d'un libéralisme européenne correspondait à l'air du temps dans les années 1880, mais de l'avis des autres actionnaires n'était plus ensuite dans l'esprit des lecteurs, ce pourquoi ils ont exhorté Szeps de se retirer.
Après l'annexion de l'Autriche par l'Allemagne nazie en mars 1938, le journal a été pris dans les turbulences et est devenu une machine de propagande nazie utilisable principalement à des fins politiques. Dans la soirée du 11 mars 1938, marquée par l'invasion de la Wehrmacht, le rédacteur en chef Emil Löbl a été remplacé par un partisans nazi.